# آروی ساوولاینن

آروی ساوولاینن با لباس سفید

آروی ساوولاینن (به انگلیسی: Arvi Savolainen؛ زادهٔ ۲۴ اکتبر ۱۹۹۸) یک کشتی‌گیر فرنگی‌کار اهل فنلاند است. وی سابقه حضور در المپیک ۲۰۲۰ توکیو و المپیک ۲۰۲۴ پاریس را دارد.

## فعالیت حرفه‌ای

### المپیک ۲۰۲۰ توکیو
ساوولاینن در وزن ۹۷ کیلوگرم کشتی فرنگی المپیک ۲۰۲۰ توکیو حاضر بود که در دور اول گابریل روسیلو از کوبا را شکست داد اما در دور بعد به آرتور الکسانیان از ارمنستان باخت و با توجه به حضور این کشتی‌گیر در فینال، به دیدار شانس مجدد رفت. او در مرحله شانس مجدد اوزور ژوژوپبیکوف از قرقیزستان را شکست داد اما در دیدار رده‌بندی به محمدهادی ساروی از ایران باخت و پنجم شد.